# Chhatrapati Shivaji International Airport
Chhatrapati Shivaji International Airport (Marathi:छ्त्रपती शिवाजी अंतरराष्ट्रीय विमानतळ) (IATA: BOM, ICAO: VABB) er en lufthavn i Mumbai i Indien.
Lufthavnen er Indiens største og betjener ca. 20 millioner passagerer.
Man er i gang med at bygge en ny lufthavn 35 km væk fra den eksisterende i udkanten af Mumbai. Lufthavn kommer til at hedde 
Navi Mumbai International Aiport.